# US Métro (basket-ball)
Pour les articles homonymes, voir US Métro.
L'Union sportive métropolitaine des transports (ou US Métro) est un club français de basket-ball qui a connu l'élite du Championnat de France dans les années 1930-1940. Le club, basé à Paris, est une section du club omnisports de l'Union sportive métropolitaine des transports. L'équipe a depuis disparu et n'évolue plus qu'au niveau local ou en compétitions corporatives.
La section féminine a connu sensiblement la même histoire et le même sort.

## Historique
- Participe à la première édition du championnat de France Division Nationale en 1949-1950 et est relégué en Division Excellence
- Participe au championnat de France Division Nationale pour la saison 1965-1966

## Palmarès
- Championnat de France :
  - Champion (2) : 1939 et 1942[3],[4],[5]
  - Finaliste (5) : 1936, 1937, 1938, 1943 et 1944
- Championnat de France de deuxième division :
  - Champion (2) : 1935 et 1953

### Les finales de l'US Métro
En championnat de France de première division
| Date de la finale | Vainqueur   | Score                  | Finaliste   | Lieu de la finale                |
| ----------------- | ----------- | ---------------------- | ----------- | -------------------------------- |
| 23 février 1936   | SCPO Paris  | 33 – 23                | US Métro    | Stade Roland-Garros, Paris       |
| 25 avril 1937     | CA Mulhouse | 19 – 17                | US Métro    | Stade Roland-Garros, Paris       |
| 24 avril 1938     | SCPO Paris  | 33 – 23                | US Métro    | Stade Roland-Garros, Paris       |
| 16 avril 1939     | US Métro    | 30 – 27                | BBC Russe   | Stade Roland-Garros, Paris       |
| 24 mai 1942       | US Métro    | 36 – 14                | Toulouse UC | Stade Pierre-de-Coubertin, Paris |
| 9 mai 1943        | FC Grenoble | 26 – 19 (mt : 12 – 13) | US Métro    | Stade Pierre-de-Coubertin, Paris |
| 23 avril 1944     | FC Grenoble | 23 – 12 (mt : 13 – 7)  | US Métro    | Stade Roland-Garros, Paris       |

## Entraîneurs successifs
- 1950 :  Henri Hell

- 1966 :  André Tartary

## Joueurs célèbres ou marquants
- Paul Hotille
- Étienne Roland
- André Tartary